# Lärkknoppvecklare
Lärkknoppvecklare (Spilonota laricana) är en fjärilsart som först beskrevs av Hermann von Heinemann 1863.  Lärkknoppvecklare ingår i släktet Spilonota, och familjen vecklare. Arten är reproducerande i Sverige.

## Bildgalleri

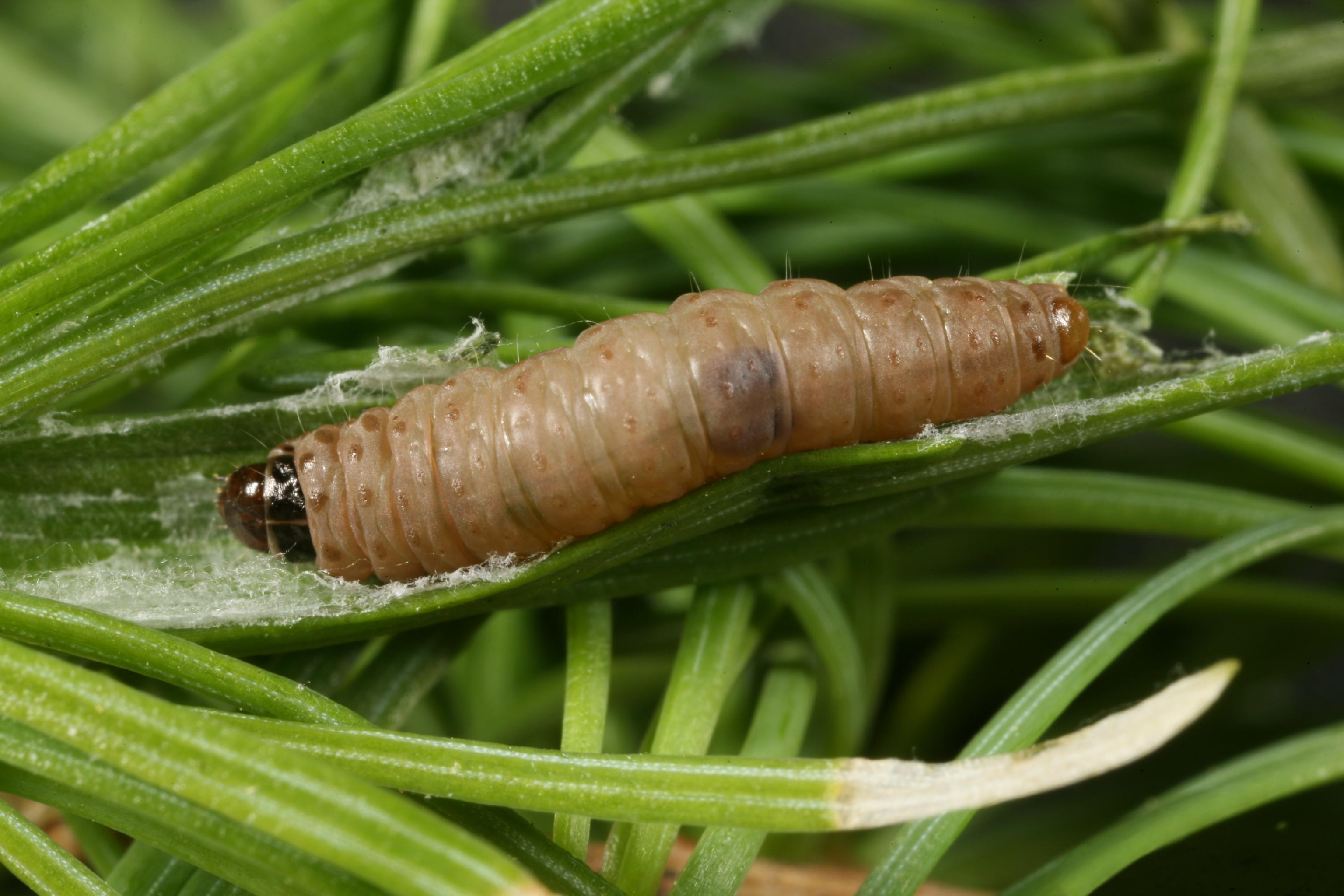